# Piotr Jaroszewicz
Piotr Jaroszewicz (n. 8 octombrie 1909, Nesvizh, Imperiul Rus - d. 1 septembrie 1992, Varșovia) a fost un politician comunist polonez, membru al Biroului politic al Comitetului Central al PMUP. În 1943 s-a înrolat în Armata Poloneză care se forma pe teritoriul Uniunii Sovietice. În anii 1947-1985 a fost deputat al Seimului Republicii Populare Polone (RPP) comuniste. 

## Premii și distincții
- Krzyż Srebrny Orderu Virtuti Militari / Crucea de Argint, Ordinul Virtuti Militari (1945)
- Krzyż Wielki Orderu Odrodzenia Polski (1979)
- Order Budowniczych Polski Ludowej / Ordinul Constructorilor Republicii Populare Polone (1969)
- Order Sztandaru Pracy I klasy (dwukrotnie)
- Order Krzyża Grunwaldu II klasy (8 octombrie 1979)
- Medal 10-lecia Polski Ludowej / Medalia celei de-a 10-a aniversare a Republicii Populare Polone
- Medal 30-lecia Polski Ludowej / Medalia celei de-a 30-a aniversare a Republicii Populare Polone
- Medal za Odrę, Nysę, Bałtyk / Medalia pentru Odra, Nysa și Marea Baltică
- Medal Zwycięstwa i Wolności 1945 / Medalia Victoriei și Libertății 1945
- Medal Za udział w walkach o Berlin / Medalia pentru Participarea în Lupta de la Berlin (1966)
- Złoty Medal "Za zasługi dla obronności kraju"
- Odznaka 1000-lecia Państwa Polskiego
- Odznaka Grunwaldzka
- Order Przyjaźni Narodów (ZSRR) / Ordinul Prieteniei Popoarelor (URSS)
- Medal za Zwycięstwo nad Niemcami w Wielkiej Wojnie Ojczyźnianej 1941-1945 (ZSRR)
- Medal 20-lecia Zwycięstwa w Wielkiej Wojnie Ojczyźnianej 1941-1945 (1972, ZSRR)
- Medal 30-lecia Zwycięstwa w Wielkiej Wojnie Ojczyźnianej 1941-1945 (1975, ZSRR)